# 블라디미르 코콥초프

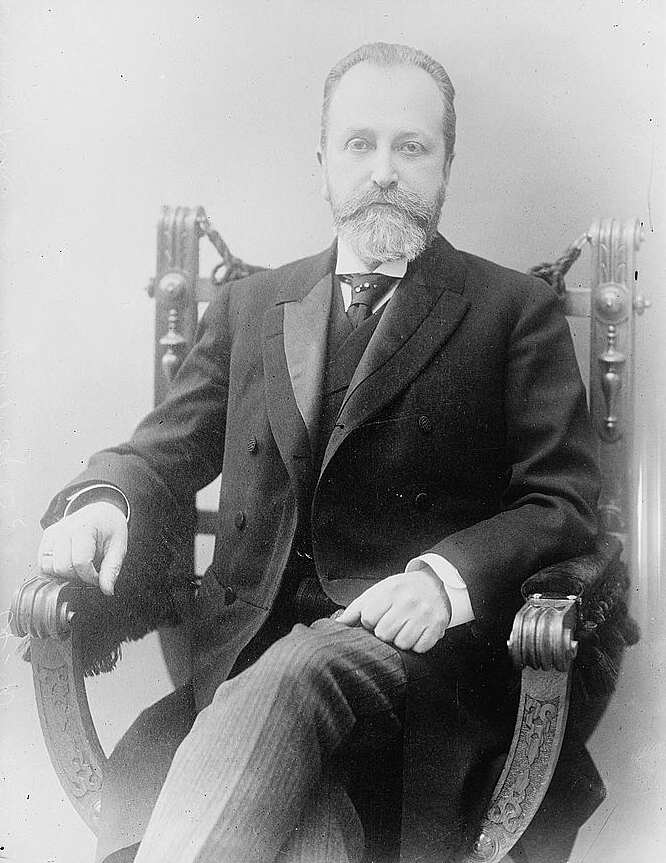
블라디미르 코콥초프

블라지미르 니콜라예비치 코콥초프(러시아어: Влади́мир Никола́евич Коковцо́в, 1853년  ~ 1943년)는 1911년 9월 18일에서 1914년 2월 12일까지 러시아 총리를 지낸 정치인이다.